# Нью-Андервуд (Південна Дакота)
Нью-Андервуд (англ. New Underwood) також Вохешма Теча (Wóȟešma tȟéča)— місто (англ. city) в США, в окрузі Пеннінґтон штату Південна Дакота. Населення — 590 осіб (2020).

## Географія
Нью-Андервуд розташований за координатами 44°5′57″ пн. ш. 102°50′10″ зх. д. / 44.09917° пн. ш. 102.83611° зх. д. (44.099104, -102.836136).  За даними Бюро перепису населення США в 2010 році місто мало площу 2,60 км², уся площа — суходіл.

## Демографія
Згідно з переписом 2010 року, у місті мешкало 660 осіб у 248 домогосподарствах у складі 162 родин. Густота населення становила 253 особи/км².  Було 280 помешкань (108/км²).
Расовий склад населення:
| - 89,5 % — білих - 6,4 % — корінних американців - 0,2 % — азіатів |

До двох чи більше рас належало 3,2 %. Частка іспаномовних становила 2,7 % від усіх жителів.
За віковим діапазоном населення розподілялося таким чином: 27,4 % — особи молодші 18 років, 56,5 % — особи у віці 18—64 років, 16,1 % — особи у віці 65 років та старші. Медіана віку мешканця становила 39,9 року. На 100 осіб жіночої статі у місті припадало 100,6 чоловіків;  на 100 жінок у віці від 18 років та старших — 91,6 чоловіків також старших 18 років.
Середній дохід на одне домашнє господарство  становив 60 757 доларів США (медіана — 48 333), а середній дохід на одну сім'ю — 62 512 долари (медіана — 47 917). За межею бідності перебувало 13,5 % осіб, у тому числі 31,0 % дітей у віці до 18 років та 9,0 % осіб у віці 65 років та старших.
Цивільне працевлаштоване населення становило 298 осіб. Основні галузі зайнятості: освіта, охорона здоров'я та соціальна допомога — 21,1 %, роздрібна торгівля — 17,1 %, будівництво — 15,8 %.